# Rouwral
De rouwral (Pardirallus nigricans) is een vogel uit de familie van de rallen, koeten en waterhoentjes (Rallidae).

## Verspreiding en leefgebied
Deze soort komt voor in Argentinië, Bolivia, Brazilië, Colombia, Ecuador, Paraguay, Peru en Venezuela en telt twee ondersoorten:
- P. n. caucae: zuidwestelijk Colombia.
- P. n. nigricans: van oostelijk Ecuador en Peru tot oostelijk Brazilië en noordoostelijk Argentinië.

## Status
De grootte van de populatie is in 2007 geschat op 6700-67.000 volwassen vogels. Op de Rode lijst van de IUCN heeft deze soort de status niet bedreigd.